# プラプラデーン郡
座標: 北緯13度39分30秒 東経100度32分2秒 / 北緯13.65833度 東経100.53389度
プラプラデーン郡（プラプラデーンぐん）はタイ・中部の県・サムットプラーカーン県にある郡（アンプー）の一つ。

## 名称
旧称ナコーンクアンカン (นครเขื่อนขันธ์) プラプラデーンとはプラ・プラデーンという官位・欽爵名の一つで王宮内の人を呼ぶ官吏のことである。

## 歴史
プラプラデーンはタークシン王の時バンコクの海港として建設が開始されたが。政変により一時断絶した。
ラーマ2世によりモン族を強制移住させ、海港の建設を再開し、最終的にプレーンファイファー砦を持つ6つの荷揚げを持つ港となった。プレーンファイファー砦は現在整備され公園となっている。現在でもモン族が居住しており、ソンクラーン（水掛祭り）には、郡内のパークラートにてモン族の伝統に則った水掛祭が行われ、内外の観光客を集めている。
元々はナコーンクアンカンと呼ばれていたが、後にプラプラデーンに改称、プラプラデーン県の県庁所在地となったが、1819年に隣にサムットプラーカーン県が成立し、プラプラデーンは政府の財政難によりそれに編入され県としての地位を失った。

## 地理
チャオプラヤー川に面しチャオプラヤー川が大きく蛇行する所にあり、郡の主要部は半島のようになっている。
交通は、国道303号線（スックサワット通り）やラートブーラナ通りがバンコクのラートブーラナ区方面に通っているほか半島の様になった部分にはペッチャフーン通りが通っている。

## 経済
郡内の主な産業は工業や、商業である。

## 行政区分
郡内には15のタムボンがあり、さらにその下位に67の村（ムーバーン）がある。自治体（テーサバーン）が設置されており以下のようになっている。
- テーサバーンムアン・プラプラデーン・・・タムボン・タラート全体
- テーサバーンムアン・ラットルワン・・・タムボン・バーンプン、バーンチャーク、バーンクル全体
- テーサバーンタムボン・サムローンターイ・・・タムボン・バーンヤープレーク、バーンフワスア、サムローンターイ、サムローン、サムローンクラーン全体

また、郡内には6つのタムボン行政体がおかれている。以下は郡内のタムボンの一覧である。
1. タムボン・タラート・・・ตำบลตลาด
2. タムボン・バーンプン・・・ตำบลบางพึ่ง
3. タムボン・バーンチャーク・・・ตำบลบางจาก
4. タムボン・バーンクル・・・ตำบลบางครุ
5. タムボン・バーンヤープレーク・・・ตำบลบางหญ้าแพรก
6. タムボン・バーンフワスア・・・ตำบลบางหัวเสือ
7. タムボン・サムロンターイ・・・ตำบลสำโรงใต้
8. タムボン・バーンヨー・・・ตำบลบางยอ
9. タムボン・バーンカチャオ・・・ตำบลบางกะเจ้า
10. タムボン・バーンナムプン・・・ตำบลบางน้ำผึ้ง
11. タムボン・バーンクラソープ・・・ตำบลบางกระสอบ
12. タムボン・バーンコーブワ・・・ตำบลบางกอบัว
13. タムボン・ソンカノーン・・・ตำบลทรงคนอง
14. タムボン・サムローン・・・ตำบลสำโรง
15. タムボン・サムローンクラーン・・・ตำบลสำโรงกลาง